# Malili (fleuve)
Pour les articles homonymes, voir Malili.
Le fleuve Malili est un fleuve du centre de l'île indonésienne de Sulawesi. Ce fleuve traverse un système hydrographique de cinq lacs, appelés lacs de Malili, et se jette dans la baie de Bone.